# Fireside Reminiscences
Fireside Reminiscences è un cortometraggio muto del 1908 diretto da  J. Searle Dawley e Edwin S. Porter,

## Trama
Seduto malinconicamente vicino al caminetto, un marito dal cuore spezzato pensa al passato.

## Produzione
Il film fu prodotto dalla Edison Manufacturing Company.

## Distribuzione
Distribuito dalla Edison Manufacturing Company, il film - un cortometraggio in una bobina - uscì nelle sale cinematografiche degli Stati Uniti il 23 gennaio 1908.
È stato inserito in un'antologia della Kino Video dedicata ai film di Edison, un cofanetto di DVD di circa 14 ore dal titolo Edison: The Invention of the Movies (1891-1918) uscito sul mercato USA il 22 febbraio 2005